# Minamitama-gun

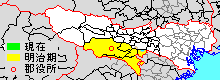
Lage des Kreises in Tokio mit Gemeindegrenzen des 21. Jahrhunderts, Meiji-Zeitliche Ausdehnung gelb, Kreisverwaltung rot

Minami-Tama (jap. 南多摩郡 Minami-Tama-gun), Süd-Tama, war bis 1971 ein Landkreis (-gun) der japanischen Präfektur (-fu → -to) Tokio. Vor dem Transfer des Tama-Gebiets 1893 hatte er zur Präfektur (-ken) Kanagawa gehört. Süd-Tama entstand 1878 bei der Teilung des antiken Kreises Tama der Provinz Musashi anlässlich der Reaktivierung der Kreise als moderne Verwaltungseinheit der Präfekturen 1878/79. Die Kreisstadt von Süd-Tama war Hachiōji. Bei der Einführung der modernen Gemeinden 1889 wurde der Kreis in eine Stadt und 19 Dörfer eingeteilt. Nach der Großen Shōwa-Gebietsreform der 1950er Jahre waren 1959 noch zwei Städte und zwei Dörfer übrig. Die beiden nach 1964 letzten verbliebenen Gemeinden, Tama und Inagi, wurden schließlich 1971 kreisfrei.
Der Minami-Tama-gun in seiner ursprünglichen Ausdehnung umfasste im Wesentlichen die heutigen kreisfreien Städte (-shi) Hachiōji, Machida, Hino, Tama und Inagi.

## Gemeinden 1889
| Gemeindegliederung in Süd-Tama (Ziffern) sowie dem Rest des Tama-Gebiets (Nord-Tama, West-Tama) 1889, heutige Gemeinden in Flächenfarben bzw. in blau: ohne Gebietsveränderung seit 1889 | |
| - 1 八王子町 Hachiōji-machi, Sitz der Kreisverwaltung, ab 1917 -shi - 2 日野宿 Hino-juku (-shuku/-juku war ein Name von historischen Wegstationen an Hauptstraßen, funktionell war Hino zunächst ein -mura), ab 1893 -machi, Neugründungsfusionen 1901 & 1958, ab 1963 -shi - 3 桑田村 Kuwata-mura, 1901 zu Hino-machi (ab 1963 -shi) - 4 町田村 Machida-mura, ab 1913 -machi, Neugründungsfusion 1954, 1958 Fusion zu Machida-shi - 5 由井村 Yui-mura, 1955 zu Hachiōji-shi - 6 横山村 Yokoyama-mura, 1955 zu Hachiōji-shi - 7 浅川村 Asakawa-mura, ab 1927 -machi, 1959 zu Hachiōji-shi - 8 元八王子村 Moto-Hachiōji-mura (~„Dorf Ur-/Alt-Hachiōji“), 1955 zu Hachiōji-shi - 9 恩方村 Ongata-mura, 1955 zu Hachiōji-shi - 10 川口村 Kawaguchi-mura, 1955 zu Hachiōji-shi | - 11 加住村 Kasumi-mura, 1955 zu Hachiōji-shi - 12 小宮村 Komiya-mura, ab 1934 -machi, 1941 zu Hachiōji-shi - 13 七生村 Nanao-mura, 1958 zu Hino-machi (ab 1963 -shi) - 14 由木村 Yugi-mura, 1964 zu Hachiōji-shi - 15 多摩村 Tama-mura, ab 1964 -machi, ab 1971 -shi - 16 稲城村 Inagi-mura, ab 1957 -machi, ab 1971 -shi - 17 鶴川村 Tsurukawa-mura, 1958 zu Machida-shi - 18 南村 Minami-mura, 1954 zu Machda-machi (1958 zu Machida-shi) - 19 忠生村 Tadao-mura, 1958 zu Machida-shi - 20 堺村 Sakai-mura, 1958 zu Machida-shi |